# Dashcode
Dashcode est une application Mac OS X présente depuis Mac OS X Leopard permettant de créer ses propres widgets d'un simple clic. Il est par exemple possible de réaliser des Widgets photos et de les exporter sur le web.

## Polémique
Le logiciel aurait été inclus dans les nouveaux MacBook et MacBook Pro, par erreur, et plusieurs utilisateurs ont confirmé des problèmes de stabilité avec le logiciel. Il n'a pas été inclus dans le cadre de la mise à jour Xcode 2.3 disponible chez Apple à l'époque de la découverte de Dashcode, alimentant encore la polémique. Les rumeurs sur l'existence de ce logiciel sont apparues tout d'abord à la suite d'une vidéo publiée sur divers sites de rumeurs Mac en novembre 2005.[réf. nécessaire]

## WWDC
Steve Jobs a mentionné le logiciel comme une nouvelle fonctionnalité pouvant être incluse dans Leopard 2006 lors de sa keynote. Bien qu'il ne soit pas installé par défaut dans le cadre d'une installation de Xcode, le DVD distribué lors de la WWDC contient une version de Dashcode. Même si le numéro de version est inférieur à celui de la MacBook Build, la version WWDC de Dashcode contenait plusieurs autres gabarits, ainsi que quelques améliorations d'interface et de fonctionnalité. Cette build WWDC fonctionne à la fois sur Mac OS X v10.4 et la build WWDC de Mac OS X 10.5 ("Léopard"), mais elle est inutilisable sur 10.4 (crash peu de temps après le démarrage).

## Bêta publique
Le 20 décembre 2006, Apple a publié une version bêta publique de Dashcode. En annonçant cette version, Apple a déclaré que la version bêta a été réduite pour une compatibilité avec Mac OS X v10.4. Cette version bêta a expiré le 15 juillet 2007.